# Рамбо: Първа кръв
„Рамбо: Първа кръв“ (на английски: First Blood) е американски екшън филм – първият, който разказва за ветерана от Виетнамската война Джон Рамбо. В ролята на Рамбо участва Силвестър Сталоун. Създаден по едноименната книга на Дейвид Морел от 1972, филмът (който се различава в много аспекти) е режисиран от Тед Кочев. Премиерата е в петък, 22 октомври 1982. Филмът поставя началото на поредицата „Рамбо“.
 Внимание:  Текстът по-долу разкрива сюжета на произведението (или части от него)!
Рамбо (Силвестър Сталоун) и Делмар Бери са единствените оцелели от спец отряда за водене на бой в гористи местности след жестоката война във Виетнам. Но за Джон войната започва отново, след като отива да потърси приятеля си и разбира че виетнамската джунгла го е пощадила, но ракът – не. По пътя се натъква на местния шериф, който вижда в него скитник-потенциален нарушител на закона. В полицейския участък все още никой не знае, че Рамбо е герой от виетнамската война. Трима полицаи се гаврят с него, но зелената барета светкавично ги натръшква и се скрива в планината. Започва смъртоносна игра на котка и мишка, в която не Рамбо е мишката. Логиката на баретата е желязна: „Те проляха първата кръв“. И започва войната на самотника Рамбо срещу глутница озверели полицаи. Война, която ще изпепели не само полицейския участък. Единствено двама знаят изхода от битката – Рамбо и неговият бивш командир, полковник Самуел Траутман (Ричард Крена), който напразно се опитва да спре безсмислената война.

## Актьорски състав
- Силвестър Сталоун – Джон Дж. Рамбо
- Ричард Крена – Полковник Самуел Р. „Сам“ Траутман
- Брайън Денехи – Шериф Уилям „Уил“ Тийзъл
- Бил Маккини – Капитан Дейв Керн
- Джак Старет – Заместник-сержант Артър „Арт“ Галт
- Майкъл Талбот – Заместник Балфорд
- Крис Мълки – Заместник Уорд
- Джон Маклиъм – Орвал Келерман
- Алф Хъмфрис – Заместник Лестър
- Дейвид Карузо – Заместник Мич Роджърс
- Дон Маккей – Заместник Престън
- Дейвид Кроули – Заместник Шингълтън
- Патрик Стак – Лейтенант Клинтън Морген

## Филми от поредицата за „Рамбо“
Поредицата „Рамбо“ включва 5 филма:
- „Рамбо: Първа кръв“ (1982)
- „Рамбо: Първа кръв, втора част“ (1985)
- „Рамбо 3“ (1988)
- „Рамбо“ (2008)
- „Рамбо: Последна кръв“ (2019)